# La Liga 1941–42
Thống kê của La Liga ở mùa giải 1941/1942.
La Liga mùa giải 1941-42 bao gồm các câu lạc bộ sau:
| - Athletic Bilbao - Athletic Aviación de Madrid - FC Barcelona - CD Castellón - Celta de Vigo - Deportivo La Coruña - RCD Espanyol |  | - Granada CF - Hércules CF - Real Madrid C.F. - Real Oviedo - Real Sociedad - Sevilla FC - Valencia CF |

| Vị trí | Câu lạc bộ                  | Số trận | T  | H | Th | BT | BB | Điểm | HS  |                                 |
| ------ | --------------------------- | ------- | -- | - | -- | -- | -- | ---- | --- | ------------------------------- |
| 1      | Valencia CF                 | 26      | 18 | 4 | 4  | 85 | 39 | 40   | 46  | Nhà vô địch La Liga             |
| 2      | Real Madrid C.F.            | 26      | 14 | 5 | 7  | 65 | 43 | 33   | 22  |                                 |
| 3      | Athletic Aviación de Madrid | 26      | 14 | 5 | 7  | 50 | 44 | 33   | 6   |                                 |
| 4      | Deportivo La Coruña         | 26      | 12 | 4 | 10 | 36 | 37 | 28   | -1  |                                 |
| 5      | Celta de Vigo               | 26      | 11 | 6 | 9  | 53 | 58 | 28   | -5  |                                 |
| 6      | Sevilla FC                  | 26      | 10 | 7 | 9  | 58 | 45 | 27   | 13  |                                 |
| 7      | Athletic Bilbao             | 26      | 10 | 7 | 9  | 55 | 41 | 27   | 14  |                                 |
| 8      | CD Castellón                | 26      | 10 | 6 | 10 | 54 | 63 | 26   | -9  |                                 |
| 9      | RCD Espanyol                | 26      | 10 | 6 | 10 | 49 | 42 | 26   | 7   |                                 |
| 10     | Granada CF                  | 26      | 10 | 5 | 11 | 64 | 52 | 25   | 12  |                                 |
| 11     | Real Oviedo                 | 26      | 8  | 7 | 11 | 42 | 63 | 23   | -21 |                                 |
| 12     | FC Barcelona                | 26      | 8  | 3 | 15 | 57 | 66 | 19   | -9  |                                 |
| 13     | Hércules CF                 | 26      | 6  | 5 | 15 | 42 | 71 | 17   | -29 | Xuống hạng tới Segunda División |
| 14     | Real Sociedad               | 26      | 5  | 2 | 19 | 31 | 77 | 12   | -46 | Xuống hạng tới Segunda División |